# Agnès de Barby-Mühlingen
Agnès de Barby-Mühlingen (en allemand Agnes Gräfin von Barby-Mühlingen ; né le 23 juin 1540 à Barby et morte le 27 novembre 1569 à Bernbourg, est grave de Barby-Mühlingen et par mariage princesse d'Anhalt-Dessau et d'Anhalt-Zerbst (1551-1569).

## Biographie
Elle est la fille (onzième enfant) du comte Wolfgang Ier de Barby-Mühlingen (bg) (1502-1564) et de son épouse Agnès de Mansfeld (1511-1558), fille du comte Gebhard VII de Mansfeld-Mittelort (bg) († 1558) et de Marguerite de Gleichen-Blankenhain (de) († 1567).
Son frère Albert X (bg) (1534-1586/1588) épouse en 1559 la princesse Marie d'Anhalt-Zerbst (bg) (1538-1563), et son frère Wolfgang II (bg) (1531-1615) épouse en 1570 à Bernbourg la princesse Élisabeth d'Anhalt-Zerbst (de) (1545-1574), sœur de son époux Joachim-Ernest d'Anhalt-Zerbst.

## Descendance
Agnès de Barby-Mühlingen épouse le 3 mars 1560 à Barby le prince Joachim-Ernest d'Anhalt-Zerbst-Bernbourg-Köten († 16 décembre 1586), fils du prince Jean V d'Anhalt (1504-1551) et de Marguerite de Brandebourg (1511-1577). Ils ont 6 enfants,:
- Anne-Marie (1561–1605), épouse en 1577 Joachim-Frédéric de Brzeg (1550–1602)
- Agnès (1562–1564)
- Élisabeth (1563–1607), épouse en 1577 Jean II de Brandebourg (1525–1598)
- Sibylle (1564–1614), épouse en 1581 Frédéric Ier de Wurtemberg (1557–1608)
- Jean-Georges Ier (1567–1618), prince d'Anhalt-Dessau, épouse en 1588 Dorothée de Mansfeld-Arnschein (bg) (1561–1594), puis en secondes noces en 1595 Dorothée de Palatinat-Simmern (1581–1631)
- Christian Ier (1568–1630), prince d'Anhalt-Bernbourg, épouse en 1595 Anne de Bentheim-Tecklenbourg (en) (1579–1624)

Joachim-Ernest d'Anhalt se marie en secondes noces le 9 janvier 1571 à Stuttgart avec Éléonore de Wurtemberg (de) (1552–1618).